# Городские населённые пункты Ивановской области
В состав Ивановской области России входят 30 городских населённых пунктов, в том числе:
- 17 городов, среди которых выделяются:
  - 6 городов вне районов (соответствуют категории городов областного подчинения) — в списке выделены оранжевым цветом — в рамках организации местного самоуправления образуют городские округа;
  - 11 городов в составе районов (соответствуют категории городов районного подчинения) — в рамках организации местного самоуправления входят в соответствующие муниципальные районы;
- 13 посёлков городского типа.

## Города
| №  | название       | район / город             | мун.район / городской округ   | население (чел.) | основание / первое упоминание | статус города | герб | прежние названия                             |
| -- | -------------- | ------------------------- | ----------------------------- | ---------------- | ----------------------------- | ------------- | ---- | -------------------------------------------- |
| 1  | Вичуга         | Вичуга                    | Вичуга, ГО                    | ↘30 694          | 1925                          | 1925          |      |                                              |
| 2  | Гаврилов Посад | Гаврилово-Посадский район | Гаврилово-Посадский мун.район | ↘5429            | 1434                          | 1789          |      |                                              |
| 3  | Заволжск       | Заволжский район          | Заволжский мун.район          | ↘8896            | XIX век                       | 1954          |      | Владычное (до 1934); Заволжье (до 1954)      |
| 4  | Иваново        | Иваново                   | Иваново, ГО                   | ↘358 437         | 1561                          | 1871          |      | Иваново-Вознесенск (до 1932)                 |
| 5  | Кинешма        | Кинешма                   | Кинешма, ГО                   | ↘77 694          | 1429                          | 1504          |      |                                              |
| 6  | Комсомольск    | Комсомольский район       | Комсомольский мун.район       | ↗8364            | 1931                          | 1950          |      | Миловское                                    |
| 7  | Кохма          | Кохма                     | Кохма, ГО                     | ↗30 940          | 1619                          | 1925          |      |                                              |
| 8  | Наволоки       | Кинешемский район         | Кинешемский мун.район         | ↘8167            | 1775                          | 1938          |      |                                              |
| 9  | Плёс           | Приволжский район         | Приволжский мун.район         | ↗1896            | 1410                          | 1925          |      |                                              |
| 10 | Приволжск      | Приволжский район         | Приволжский мун.район         | ↘14 332          | 1484                          | 1938          |      | Яковлевское (до 1924); Яковлевский (до 1938) |
| 11 | Пучеж          | Пучежский район           | Пучежский мун.район           | ↗6879            | 1594                          | 1793          |      |                                              |
| 12 | Родники        | Родниковский район        | Родниковский мун.район        | ↗24 101          | 1606                          | 1918          |      |                                              |
| 13 | Тейково        | Тейково                   | Тейково, ГО                   | ↘31 305          | 1613                          | 1918          |      |                                              |
| 14 | Фурманов       | Фурмановский район        | Фурмановский мун.район        | ↘29 715          | 1918                          | 1918          |      | Середа-Упино (до 1918); Середа (до 1941)     |
| 15 | Шуя            | Шуя                       | Шуя, ГО                       | ↘55 225          | 1539                          | 1778          |      | Борисоглебская слобода                       |
| 16 | Южа            | Южский район              | Южский мун.район              | ↗12 957          | 1628                          | 1925          |      |                                              |
| 17 | Юрьевец        | Юрьевецкий район          | Юрьевецкий мун.район          | ↘7899            | 1225                          | 1778          |      |                                              |

Согласно ОКАТО Кохма числится в составе района, а городом областного подчинения является Фурманов.

### Населённые пункты, утратившие статус города
Сохранились, но потеряли статус города:
- Лух — ныне пгт, город с 1778 по 1925 год.

## Посёлки городского типа
| №  | название            | район                     | мун.район                     | население (чел.) | основание / первое упоминание | статус пгт | герб | прежние названия |
| -- | ------------------- | ------------------------- | ----------------------------- | ---------------- | ----------------------------- | ---------- | ---- | ---------------- |
| 1  | Верхний Ландех      | Верхнеландеховский район  | Верхнеландеховский мун.район  | ↘1633            | 1621                          | 1985       |      |                  |
| 2  | Ильинское-Хованское | Ильинский район           | Ильинский мун.район           | ↗3092            | 1619                          | 1979       |      |                  |
| 3  | Каменка             | Вичугский район           | Вичугский мун.район           | ↗3689            |                               | 1939       |      |                  |
| 4  | Колобово            | Шуйский район             | Шуйский мун.район             | ↗2387            |                               | 1941       |      |                  |
| 5  | Лежнево             | Лежневский район          | Лежневский мун.район          | ↘7297            | 1239                          | 1925       |      |                  |
| 6  | Лух                 | Лухский район             | Лухский мун.район             | ↘2572            | 1404                          | 1959       |      |                  |
| 7  | Нерль               | Тейковский район          | Тейковский мун.район          | ↗2016            |                               | 1927       |      |                  |
| 8  | Новописцово         | Вичугский район           | Вичугский мун.район           | ↗2322            |                               | 1938       |      |                  |
| 9  | Палех               | Палехский район           | Палехский мун.район           | ↗4633            | 1618                          | 1947       |      |                  |
| 10 | Пестяки             | Пестяковский район        | Пестяковский мун.район        | ↘3097            | 1379                          | 1959       |      | Пистяки          |
| 11 | Петровский          | Гаврилово-Посадский район | Гаврилово-Посадский мун.район | ↘1883            |                               | 1938       |      |                  |
| 12 | Савино              | Савинский район           | Савинский мун.район           | ↘4722            | 1869                          | 1938       |      |                  |
| 13 | Старая Вичуга       | Вичугский район           | Вичугский мун.район           | ↘4568            |                               | 1938       |      |                  |

### Населённые пункты, утратившие статус пгт
- Архиповка — пгт с 1948 года. Преобразован в сельский населённый пункт в 2009 году[8].
- Долматовский — пгт с 1941 года. Преобразован в сельский населённый пункт в 2002 году[9].
- Дуляпино — пгт с 1938 года. Преобразован в сельский населённый пункт в 2003 году[10].
- Заволжье — пгт с 1934 года. Преобразован в город в 1954 году.
- Заречный — пгт с 1957 года. Преобразован в сельский населённый пункт в 2004 году[11].
- Иваньковский — пгт с 1949 года. Преобразован в сельский населённый пункт в 2002 году[9].
- Каминский — пгт с 1947 года. Преобразован в сельский населённый пункт в 2004 году[11].
- Комсомольский — пгт с 1931 года. Преобразован в город в 1950 году.
- Коптево — пгт с 1949 года. Преобразован в сельский населённый пункт в 1961 году.
- Марково — пгт с 1940 года. Преобразован в сельский населённый пункт в 2004 году[11].
- Моста — пгт с 1946 года. Преобразован в сельский населённый пункт в 2004 году[11].
- Мугреевский — пгт с 1942 года. Преобразован в сельский населённый пункт в 2004 году[11].
- Наволоки — пгт с 1925 года. Преобразован в город в 1938 году.
- Новое Леушино — пгт с 1939 года. Преобразован в сельский населённый пункт в 2004 году.
- Новые Горки — пгт с 1950 года. Преобразован в сельский населённый пункт в 2004 году[11].
- Озёрный — пгт с 1949 года. Преобразован в сельский населённый пункт в 2002 году[9].
- Октябрьский — пгт с 1941 года. Преобразован в сельский населённый пункт в 2004 году[11].
- Панфилово — пгт с 1944 года. Преобразован в сельский населённый пункт в 2004 году[11].
- Писцово — пгт с 1925 года. Преобразован в сельский населённый пункт в 2004 году[11].
- Подозёрский — пгт с 1949 года. Преобразован в сельский населённый пункт в 2004 году[11].
- Талицы — пгт с 1991 года. Преобразован в сельский населённый пункт в 2004 году[11].
- Холуй — пгт с 1946 года. Преобразован в сельский населённый пункт в 2004 году[11].
- Яковлевское — пгт с 1925 года. Преобразован в город Приволжск в 1938 году.